# Enchelycore schismatorhynchus
 Enchelycore schismatorhynchus és una espècie de peix de la família dels murènids i de l'ordre dels anguil·liformes.

## Morfologia
Els mascles poden assolir els 120 cm de longitud total.

## Distribució geogràfica
Es troba des de les Illes Chagos fins a les Illes Marqueses, les Illes de la Societat, les Illes Ryukyu i les Illes Mariannes.